# Us Weekly
Us Weekly è una rivista settimanale statunitense dedicata principalmente alle celebrità, alla moda e all'intrattenimento. Fu fondata nel 1977 dalla The New York Times Company, che la vendette nel 1980 alla Macfadden Media. Nel 1986 fu poi acquistata dalla Wenner Media. Al 2010, la quantità di copie vendute era di circa 730.000 unità.
In origine, la rivista si chiamava Us Magazine ed era pubblicata ogni due settimane. Dal 1991 divenne un mensile, fino al marzo del 2000, quando assunse il nome attuale e cambiò la frequenza di pubblicazione in settimanale. Dal 2001 al 2006 è stata posseduta dalla The Walt Disney Company al 50%. Il sito web ufficiale, Usmagazine.com, fu lanciato nell'autunno 2006.